# Silnice III/4762
Silnice III/4762 je spojnice D48, I/68 a II/648. Je dlouhá přibližně 900 metrů a prochází obcí Horní Tošanovice. Slouží jako spojka mezi dálnicí D48 a obcí Horní Tošanovice.